# Domenico Beneventi
Domenico Beneventi (Castelmezzano, 8 febbraio 1974) è un vescovo cattolico italiano, dal 3 febbraio 2024 vescovo di San Marino-Montefeltro.

## Biografia
Nasce a Castelmezzano, in provincia di Potenza e arcidiocesi di Acerenza, l'8 febbraio 1974.

### Formazione e ministero sacerdotale
Formatosi in Azione Cattolica, frequenta a Potenza il seminario maggiore interdiocesano della Basilicata per gli studi filosofico-teologici. Il 3 luglio 1999 è ordinato presbitero; successivamente perfeziona gli studi ecclesiastici presso la Pontificia Università Lateranense di Roma, conseguendo la licenza in teologia dell'educazione nel 2012 e il dottorato in teologia pastorale nel 2016. Membro dell'Istituto secolare dei Sacerdoti missionari della regalità di Cristo, fondato da Agostino Gemelli, oltre all'incarico di parroco della parrocchia dell'Assunzione di Maria Vergine a Laurenzana e di amministratore parrocchiale a Pietrapertosa, è anche docente presso l'istituto teologico della Basilicata.
Dal 2013 fino alla sua nomina episcopale è stato parroco della parrocchia di San Nicola di Bari a Pietragalla.
Esperto di giornalismo, è collaboratore dell'Ufficio nazionale per le comunicazioni sociali della Conferenza Episcopale Italiana dal 2009.

### Ministero episcopale
Il 3 febbraio 2024 papa Francesco lo nomina vescovo di San Marino-Montefeltro; succede ad Andrea Turazzi, dimessosi per raggiunti limiti di età. Il 20 aprile seguente riceve l'ordinazione episcopale, nella cattedrale di Santa Maria Assunta e San Canio Vescovo ad Acerenza, dall'arcivescovo di Acerenza Francesco Sirufo, co-consacranti Andrea Turazzi, suo predecessore a San Marino-Montefeltro, Vito Piccinonna, vescovo di Rieti, Rocco Pennacchio, arcivescovo metropolita di Fermo, e Nicolò Anselmi, vescovo di Rimini. Il 18 maggio prende possesso della diocesi.

## Genealogia episcopale
La genealogia episcopale è:
- Cardinale Scipione Rebiba
- Cardinale Giulio Antonio Santori
- Cardinale Girolamo Bernerio, O.P.
- Arcivescovo Galeazzo Sanvitale
- Cardinale Ludovico Ludovisi
- Cardinale Luigi Caetani
- Cardinale Ulderico Carpegna
- Cardinale Paluzzo Paluzzi Altieri degli Albertoni
- Papa Benedetto XIII
- Papa Benedetto XIV
- Papa Clemente XIII
- Cardinale Enrico Benedetto Stuart
- Papa Leone XII
- Cardinale Chiarissimo Falconieri Mellini
- Cardinale Camillo Di Pietro
- Cardinale Mieczysław Halka Ledóchowski
- Cardinale Jan Maurycy Paweł Puzyna de Kosielsko
- Arcivescovo Józef Bilczewski
- Arcivescovo Bolesław Twardowski
- Arcivescovo Eugeniusz Baziak
- Papa Giovanni Paolo II
- Cardinale Paolo Romeo
- Vescovo Vincenzo Carmine Orofino
- Arcivescovo Francesco Sirufo
- Vescovo Domenico Beneventi